# Tour de Suisse 2005
Le Tour de Suisse 2005 est la 69e édition de cette course cycliste sur route masculine. Elle est inscrite au calendrier de l'UCI ProTour 2005 et s'est déroulée du 11 au 19 juin 2005, sur une distance de 1 355 kilomètres. Située à quelques semaines du départ du Tour de France, l'épreuve sert de test à l'Allemand Jan Ullrich, dont l'objectif de la saison est de remporter une nouvelle fois le Tour de France et d'empêcher Lance Armstrong de ramener pour une septième fois le maillot jaune à Paris. Ce dernier n'a pas participé au Tour de Suisse cette année, mais a préféré participer au Critérium du Dauphiné libéré.

## Présentation

### Équipes
20 équipes participent à ce Tour de Suisse, les vingt équipes du ProTour nouvellement créée.
| ProTeams (20)- Bouygues Télécom - Cofidis-Le Crédit par Téléphone - Crédit Agricole - CSC - Davitamon-Lotto - Discovery Channel - Domina Vacanze-De Nardi - Euskaltel-Euskadi - Fassa Bortolo - Gerolsteiner - Illes Balears-Caisse d'Épargne - La Française des jeux - Lampre-Caffita - Liberty Seguros-Würth - Liquigas-Bianchi - Phonak Hearing Systems - Quick Step-Innergetic - Rabobank - Saunier Duval-Prodir - T-Mobile |
| |

## Étapes
| Étape     | Date    | Villes étapes                   | type                        | Distance (km) | Vainqueur d'étape  | Leader du classement général |
| --------- | ------- | ------------------------------- | --------------------------- | ------------- | ------------------ | ---------------------------- |
| 1re étape | 11 juin | Schaffhouse – Weinfelden        | étape de plaine             | 169,9         | Bernhard Eisel     | Bernhard Eisel               |
| 2e étape  | 12 juin | Weinfelden – Weinfelden         | contre-la-montre individuel | 36            | Jan Ullrich        | Jan Ullrich                  |
| 3e étape  | 13 juin | Abtwil – Sankt Anton am Arlberg | étape de montagne           | 154,2         | Bradley McGee      | Jan Ullrich                  |
| 4e étape  | 14 juin | Vaduz – Bad Zurzach             | étape de plaine             | 208,2         | Robbie McEwen      | Jan Ullrich                  |
| 5e étape  | 15 juin | Bad Zurzach – Altdorf           | étape vallonnée             | 172,4         | Michael Albasini   | Jan Ullrich                  |
| 6e étape  | 16 juin | Bürglen – Arosa                 | étape de montagne           | 158,7         | Christopher Horner | Michael Rogers               |
| 7e étape  | 17 juin | Einsiedeln – Lenk               | étape de moyenne montagne   | 192,8         | Linus Gerdemann    | Michael Rogers               |
| 8e étape  | 18 juin | Lenk – Verbier                  | étape de montagne           | 162,2         | Pablo Lastras      | Michael Rogers               |
| 9e étape  | 19 juin | Ulrichen – Ulrichen             | étape de montagne           | 100,4         | Aitor González     | Aitor González               |

## Résultats des étapes

### 1reétape
- 11 juin: Schaffhouse > Weinfelden – 169,9 km

| \| Classement de l'étape \| Classement de l'étape \| Classement de l'étape \| Classement de l'étape \| Classement de l'étape \| \| Coureur \| Coureur \| Pays \| Équipe \| Temps \| \| --------------------- \| --------------------- \| --------------------- \| ---------------------- \| --------------------- \| \| 1er \| Bernhard Eisel \| Autriche \| La Française des jeux \| 4 h 00 min 07 s \| \| 2e \| Tom Boonen \| Belgique \| Quick Step-Innergetic \| + 0 s \| \| 3e \| Peter Wrolich \| Autriche \| Gerolsteiner \| + 0 s \| \| 4e \| Paolo Bettini \| Italie \| Quick Step-Innergetic \| + 0 s \| \| 5e \| Bradley McGee \| Australie \| La Française des jeux \| + 3 s \| \| 6e \| Baden Cooke \| Australie \| La Française des jeux \| + 3 s \| \| 7e \| Fabian Cancellara \| Suisse \| Fassa Bortolo \| + 6 s \| \| 8e \| Vladimir Gusev \| Russie \| CSC \| + 6 s \| \| 9e \| Aurélien Clerc \| Suisse \| Phonak Hearing Systems \| + 6 s \| \| 10e \| René Haselbacher \| Autriche \| Gerolsteiner \| + 6 s \| |                   |           |                        |                 |
| |                   |           |                        |                 |
| |                   |           |                        |                 |
| Classement de l'étape |                   |           |                        |                 |
| Coureur | Coureur           | Pays      | Équipe                 | Temps           |
| 1er | Bernhard Eisel    | Autriche  | La Française des jeux  | 4 h 00 min 07 s |
| 2e | Tom Boonen        | Belgique  | Quick Step-Innergetic  | + 0 s           |
| 3e | Peter Wrolich     | Autriche  | Gerolsteiner           | + 0 s           |
| 4e | Paolo Bettini     | Italie    | Quick Step-Innergetic  | + 0 s           |
| 5e | Bradley McGee     | Australie | La Française des jeux  | + 3 s           |
| 6e | Baden Cooke       | Australie | La Française des jeux  | + 3 s           |
| 7e | Fabian Cancellara | Suisse    | Fassa Bortolo          | + 6 s           |
| 8e | Vladimir Gusev    | Russie    | CSC                    | + 6 s           |
| 9e | Aurélien Clerc    | Suisse    | Phonak Hearing Systems | + 6 s           |
| 10e | René Haselbacher  | Autriche  | Gerolsteiner           | + 6 s           |

| \| Classement général \| Classement général \| Classement général \| Classement général \| Classement général \| \| Coureur \| Coureur \| Pays \| Équipe \| Temps \| \| ------------------ \| ------------------ \| ------------------ \| ------------------------------ \| ------------------ \| \| 1er \| Bernhard Eisel \| Autriche \| La Française des jeux \| 3 h 59 min 57 s \| \| 2e \| Tom Boonen \| Belgique \| Quick Step-Innergetic \| + 4 s \| \| 3e \| Peter Wrolich \| Autriche \| Gerolsteiner \| + 6 s \| \| 4e \| Paolo Bettini \| Italie \| Quick Step-Innergetic \| + 10 s \| \| 5e \| Michael Albasini \| Suisse \| Liquigas-Bianchi \| + 12 s \| \| 6e \| Bradley McGee \| Australie \| La Française des jeux \| + 13 s \| \| 7e \| Baden Cooke \| Australie \| La Française des jeux \| + 13 s \| \| 8e \| Daniele Colli \| Italie \| Liquigas-Bianchi \| + 14 s \| \| 9e \| Benoît Joachim \| Luxembourg \| Discovery Channel \| + 14 s \| \| 10e \| José Luis Arrieta \| Espagne \| Illes Balears-Caisse d'Épargne \| + 15 s \| |                   |            |                                |                 |
| |                   |            |                                |                 |
| |                   |            |                                |                 |
| Classement général |                   |            |                                |                 |
| Coureur | Coureur           | Pays       | Équipe                         | Temps           |
| 1er | Bernhard Eisel    | Autriche   | La Française des jeux          | 3 h 59 min 57 s |
| 2e | Tom Boonen        | Belgique   | Quick Step-Innergetic          | + 4 s           |
| 3e | Peter Wrolich     | Autriche   | Gerolsteiner                   | + 6 s           |
| 4e | Paolo Bettini     | Italie     | Quick Step-Innergetic          | + 10 s          |
| 5e | Michael Albasini  | Suisse     | Liquigas-Bianchi               | + 12 s          |
| 6e | Bradley McGee     | Australie  | La Française des jeux          | + 13 s          |
| 7e | Baden Cooke       | Australie  | La Française des jeux          | + 13 s          |
| 8e | Daniele Colli     | Italie     | Liquigas-Bianchi               | + 14 s          |
| 9e | Benoît Joachim    | Luxembourg | Discovery Channel              | + 14 s          |
| 10e | José Luis Arrieta | Espagne    | Illes Balears-Caisse d'Épargne | + 15 s          |

### 2eétape
- 12 juin: Weinfelden > Weinfelden – contre-la-montre individuel – 36 km

| \| Classement de l'étape \| Classement de l'étape \| Classement de l'étape \| Classement de l'étape \| Classement de l'étape \| \| Coureur \| Coureur \| Pays \| Équipe \| Temps \| \| --------------------- \| --------------------- \| --------------------- \| ----------------------- \| --------------------- \| \| 1er \| Jan Ullrich \| Allemagne \| T-Mobile \| DQ \| \| 2e \| Bradley McGee \| Australie \| La Française des jeux \| + 15 s \| \| 3e \| Michael Rogers \| Australie \| Quick Step-Innergetic \| + 18 s \| \| 4e \| Fabian Cancellara \| Suisse \| Fassa Bortolo \| + 39 s \| \| 5e \| Serhiy Honchar \| Ukraine \| Domina Vacanze-De Nardi \| + 40 s \| \| 6e \| Vladimir Gusev \| Russie \| CSC \| + 46 s \| \| 7e \| Jens Voigt \| Allemagne \| CSC \| + 58 s \| \| 8e \| Bobby Julich \| États-Unis \| CSC \| + 1 min 02 s \| \| 9e \| Dario Frigo \| Italie \| Fassa Bortolo \| + 1 min 08 s \| \| 10e \| Patrik Sinkewitz \| Allemagne \| Quick Step-Innergetic \| + 1 min 09 s \| |                   |            |                         |              |
| |                   |            |                         |              |
| |                   |            |                         |              |
| Classement de l'étape |                   |            |                         |              |
| Coureur | Coureur           | Pays       | Équipe                  | Temps        |
| 1er | Jan Ullrich       | Allemagne  | T-Mobile                | DQ           |
| 2e | Bradley McGee     | Australie  | La Française des jeux   | + 15 s       |
| 3e | Michael Rogers    | Australie  | Quick Step-Innergetic   | + 18 s       |
| 4e | Fabian Cancellara | Suisse     | Fassa Bortolo           | + 39 s       |
| 5e | Serhiy Honchar    | Ukraine    | Domina Vacanze-De Nardi | + 40 s       |
| 6e | Vladimir Gusev    | Russie     | CSC                     | + 46 s       |
| 7e | Jens Voigt        | Allemagne  | CSC                     | + 58 s       |
| 8e | Bobby Julich      | États-Unis | CSC                     | + 1 min 02 s |
| 9e | Dario Frigo       | Italie     | Fassa Bortolo           | + 1 min 08 s |
| 10e | Patrik Sinkewitz  | Allemagne  | Quick Step-Innergetic   | + 1 min 09 s |

| \| Classement général \| Classement général \| Classement général \| Classement général \| Classement général \| \| Coureur \| Coureur \| Pays \| Équipe \| Temps \| \| ------------------ \| ------------------ \| ------------------ \| ----------------------- \| ------------------ \| \| 1er \| Jan Ullrich \| Allemagne \| T-Mobile \| DQ \| \| 2e \| Bradley McGee \| Australie \| La Française des jeux \| + 12 s \| \| 3e \| Michael Rogers \| Australie \| Quick Step-Innergetic \| + 18 s \| \| 4e \| Fabian Cancellara \| Suisse \| Fassa Bortolo \| + 39 s \| \| 5e \| Serhiy Honchar \| Ukraine \| Domina Vacanze-De Nardi \| + 40 s \| \| 6e \| Vladimir Gusev \| Russie \| CSC \| + 46 s \| \| 7e \| Jens Voigt \| Allemagne \| CSC \| + 58 s \| \| 8e \| Bobby Julich \| États-Unis \| CSC \| + 1 min 02 s \| \| 9e \| Dario Frigo \| Italie \| Fassa Bortolo \| + 1 min 08 s \| \| 10e \| Beat Zberg \| Suisse \| Gerolsteiner \| + 1 min 14 s \| |                   |            |                         |              |
| |                   |            |                         |              |
| |                   |            |                         |              |
| Classement général |                   |            |                         |              |
| Coureur | Coureur           | Pays       | Équipe                  | Temps        |
| 1er | Jan Ullrich       | Allemagne  | T-Mobile                | DQ           |
| 2e | Bradley McGee     | Australie  | La Française des jeux   | + 12 s       |
| 3e | Michael Rogers    | Australie  | Quick Step-Innergetic   | + 18 s       |
| 4e | Fabian Cancellara | Suisse     | Fassa Bortolo           | + 39 s       |
| 5e | Serhiy Honchar    | Ukraine    | Domina Vacanze-De Nardi | + 40 s       |
| 6e | Vladimir Gusev    | Russie     | CSC                     | + 46 s       |
| 7e | Jens Voigt        | Allemagne  | CSC                     | + 58 s       |
| 8e | Bobby Julich      | États-Unis | CSC                     | + 1 min 02 s |
| 9e | Dario Frigo       | Italie     | Fassa Bortolo           | + 1 min 08 s |
| 10e | Beat Zberg        | Suisse     | Gerolsteiner            | + 1 min 14 s |

### 3eétape
- 13 juin: Abtwil > Sankt Anton (Autriche) – 154,2 km

| \| Classement de l'étape \| Classement de l'étape \| Classement de l'étape \| Classement de l'étape \| Classement de l'étape \| \| Coureur \| Coureur \| Pays \| Équipe \| Temps \| \| --------------------- \| --------------------- \| --------------------- \| ----------------------- \| --------------------- \| \| 1er \| Bradley McGee \| Australie \| La Française des jeux \| 3 h 46 min 51 s \| \| 2e \| Mirko Celestino \| Italie \| Domina Vacanze-De Nardi \| + 0 s \| \| 3e \| Patrik Sinkewitz \| Allemagne \| Quick Step-Innergetic \| + 0 s \| \| 4e \| Georg Totschnig \| Autriche \| Gerolsteiner \| + 0 s \| \| 5e \| Daniel Schnider \| Suisse \| Phonak Hearing Systems \| + 0 s \| \| 6e \| Koldo Gil \| Espagne \| Liberty Seguros-Würth \| + 0 s \| \| 7e \| Iban Mayo \| Espagne \| Euskaltel-Euskadi \| + 0 s \| \| 8e \| Tadej Valjavec \| Slovénie \| Phonak Hearing Systems \| + 0 s \| \| 9e \| Fabian Jeker \| Suisse \| Saunier Duval-Prodir \| + 0 s \| \| 10e \| Beat Zberg \| Suisse \| Gerolsteiner \| + 0 s \| |                  |           |                         |                 |
| |                  |           |                         |                 |
| |                  |           |                         |                 |
| Classement de l'étape |                  |           |                         |                 |
| Coureur | Coureur          | Pays      | Équipe                  | Temps           |
| 1er | Bradley McGee    | Australie | La Française des jeux   | 3 h 46 min 51 s |
| 2e | Mirko Celestino  | Italie    | Domina Vacanze-De Nardi | + 0 s           |
| 3e | Patrik Sinkewitz | Allemagne | Quick Step-Innergetic   | + 0 s           |
| 4e | Georg Totschnig  | Autriche  | Gerolsteiner            | + 0 s           |
| 5e | Daniel Schnider  | Suisse    | Phonak Hearing Systems  | + 0 s           |
| 6e | Koldo Gil        | Espagne   | Liberty Seguros-Würth   | + 0 s           |
| 7e | Iban Mayo        | Espagne   | Euskaltel-Euskadi       | + 0 s           |
| 8e | Tadej Valjavec   | Slovénie  | Phonak Hearing Systems  | + 0 s           |
| 9e | Fabian Jeker     | Suisse    | Saunier Duval-Prodir    | + 0 s           |
| 10e | Beat Zberg       | Suisse    | Gerolsteiner            | + 0 s           |

| \| Classement général \| Classement général \| Classement général \| Classement général \| Classement général \| \| Coureur \| Coureur \| Pays \| Équipe \| Temps \| \| ------------------ \| ------------------ \| ------------------ \| --------------------- \| ------------------ \| \| 1er \| Jan Ullrich \| Allemagne \| T-Mobile \| DQ \| \| 2e \| Bradley McGee \| Australie \| La Française des jeux \| + 2 s \| \| 3e \| Michael Rogers \| Australie \| Quick Step-Innergetic \| + 18 s \| \| 4e \| Dario Frigo \| Italie \| Fassa Bortolo \| + 1 min 12 s \| \| 5e \| Beat Zberg \| Suisse \| Gerolsteiner \| + 1 min 14 s \| \| 6e \| Fabian Jeker \| Suisse \| Saunier Duval-Prodir \| + 1 min 25 s \| \| 7e \| Georg Totschnig \| Autriche \| Gerolsteiner \| + 1 min 31 s \| \| 8e \| Fränk Schleck \| Luxembourg \| CSC \| + 1 min 41 s \| \| 9e \| Patrik Sinkewitz \| Allemagne \| Quick Step-Innergetic \| + 1 min 47 s \| \| 10e \| Aitor González \| Espagne \| Euskaltel-Euskadi \| + 1 min 52 s \| |                  |            |                       |              |
| |                  |            |                       |              |
| |                  |            |                       |              |
| Classement général |                  |            |                       |              |
| Coureur | Coureur          | Pays       | Équipe                | Temps        |
| 1er | Jan Ullrich      | Allemagne  | T-Mobile              | DQ           |
| 2e | Bradley McGee    | Australie  | La Française des jeux | + 2 s        |
| 3e | Michael Rogers   | Australie  | Quick Step-Innergetic | + 18 s       |
| 4e | Dario Frigo      | Italie     | Fassa Bortolo         | + 1 min 12 s |
| 5e | Beat Zberg       | Suisse     | Gerolsteiner          | + 1 min 14 s |
| 6e | Fabian Jeker     | Suisse     | Saunier Duval-Prodir  | + 1 min 25 s |
| 7e | Georg Totschnig  | Autriche   | Gerolsteiner          | + 1 min 31 s |
| 8e | Fränk Schleck    | Luxembourg | CSC                   | + 1 min 41 s |
| 9e | Patrik Sinkewitz | Allemagne  | Quick Step-Innergetic | + 1 min 47 s |
| 10e | Aitor González   | Espagne    | Euskaltel-Euskadi     | + 1 min 52 s |

### 4eétape
- 14 juin: Vaduz (Liechtenstein) > Zurzach – 208,2 km

| \| Classement de l'étape \| Classement de l'étape \| Classement de l'étape \| Classement de l'étape \| Classement de l'étape \| \| Coureur \| Coureur \| Pays \| Équipe \| Temps \| \| --------------------- \| --------------------- \| --------------------- \| ---------------------- \| --------------------- \| \| 1er \| Robbie McEwen \| Australie \| Davitamon-Lotto \| 4 h 42 min 40 s \| \| 2e \| Daniele Colli \| Italie \| Liquigas-Bianchi \| + 0 s \| \| 3e \| Aurélien Clerc \| Suisse \| Phonak Hearing Systems \| + 0 s \| \| 4e \| Tom Boonen \| Belgique \| Quick Step-Innergetic \| + 0 s \| \| 5e \| Sébastien Hinault \| France \| Crédit Agricole \| + 0 s \| \| 6e \| Baden Cooke \| Australie \| La Française des jeux \| + 0 s \| \| 7e \| René Haselbacher \| Autriche \| Gerolsteiner \| + 0 s \| \| 8e \| Fabian Wegmann \| Allemagne \| Gerolsteiner \| + 0 s \| \| 9e \| David Loosli \| Suisse \| Lampre-Caffita \| + 0 s \| \| 10e \| Roger Hammond \| Royaume-Uni \| Discovery Channel \| + 0 s \| |                   |             |                        |                 |
| |                   |             |                        |                 |
| |                   |             |                        |                 |
| Classement de l'étape |                   |             |                        |                 |
| Coureur | Coureur           | Pays        | Équipe                 | Temps           |
| 1er | Robbie McEwen     | Australie   | Davitamon-Lotto        | 4 h 42 min 40 s |
| 2e | Daniele Colli     | Italie      | Liquigas-Bianchi       | + 0 s           |
| 3e | Aurélien Clerc    | Suisse      | Phonak Hearing Systems | + 0 s           |
| 4e | Tom Boonen        | Belgique    | Quick Step-Innergetic  | + 0 s           |
| 5e | Sébastien Hinault | France      | Crédit Agricole        | + 0 s           |
| 6e | Baden Cooke       | Australie   | La Française des jeux  | + 0 s           |
| 7e | René Haselbacher  | Autriche    | Gerolsteiner           | + 0 s           |
| 8e | Fabian Wegmann    | Allemagne   | Gerolsteiner           | + 0 s           |
| 9e | David Loosli      | Suisse      | Lampre-Caffita         | + 0 s           |
| 10e | Roger Hammond     | Royaume-Uni | Discovery Channel      | + 0 s           |

| \| Classement général \| Classement général \| Classement général \| Classement général \| Classement général \| \| Coureur \| Coureur \| Pays \| Équipe \| Temps \| \| ------------------ \| ------------------ \| ------------------ \| --------------------- \| ------------------ \| \| 1er \| Jan Ullrich \| Allemagne \| T-Mobile \| DQ \| \| 2e \| Bradley McGee \| Australie \| La Française des jeux \| + 2 s \| \| 3e \| Michael Rogers \| Australie \| Quick Step-Innergetic \| + 18 s \| \| 4e \| Dario Frigo \| Italie \| Fassa Bortolo \| + 1 min 12 s \| \| 5e \| Beat Zberg \| Suisse \| Gerolsteiner \| + 1 min 14 s \| \| 6e \| Fabian Jeker \| Suisse \| Saunier Duval-Prodir \| + 1 min 25 s \| \| 7e \| Georg Totschnig \| Autriche \| Gerolsteiner \| + 1 min 31 s \| \| 8e \| Fränk Schleck \| Luxembourg \| CSC \| + 1 min 41 s \| \| 9e \| Patrik Sinkewitz \| Allemagne \| Quick Step-Innergetic \| + 1 min 47 s \| \| 10e \| Aitor González \| Espagne \| Euskaltel-Euskadi \| + 1 min 52 s \| |                  |            |                       |              |
| |                  |            |                       |              |
| |                  |            |                       |              |
| Classement général |                  |            |                       |              |
| Coureur | Coureur          | Pays       | Équipe                | Temps        |
| 1er | Jan Ullrich      | Allemagne  | T-Mobile              | DQ           |
| 2e | Bradley McGee    | Australie  | La Française des jeux | + 2 s        |
| 3e | Michael Rogers   | Australie  | Quick Step-Innergetic | + 18 s       |
| 4e | Dario Frigo      | Italie     | Fassa Bortolo         | + 1 min 12 s |
| 5e | Beat Zberg       | Suisse     | Gerolsteiner          | + 1 min 14 s |
| 6e | Fabian Jeker     | Suisse     | Saunier Duval-Prodir  | + 1 min 25 s |
| 7e | Georg Totschnig  | Autriche   | Gerolsteiner          | + 1 min 31 s |
| 8e | Fränk Schleck    | Luxembourg | CSC                   | + 1 min 41 s |
| 9e | Patrik Sinkewitz | Allemagne  | Quick Step-Innergetic | + 1 min 47 s |
| 10e | Aitor González   | Espagne    | Euskaltel-Euskadi     | + 1 min 52 s |

### 5eétape
- 15 juin: Zurzach > Altdorf – 172,4 km

| \| Classement de l'étape \| Classement de l'étape \| Classement de l'étape \| Classement de l'étape \| Classement de l'étape \| \| Coureur \| Coureur \| Pays \| Équipe \| Temps \| \| --------------------- \| --------------------- \| --------------------- \| ----------------------- \| --------------------- \| \| 1er \| Michael Albasini \| Suisse \| Liquigas-Bianchi \| 3 h 48 min 01 s \| \| 2e \| Grégory Rast \| Suisse \| Phonak Hearing Systems \| + 0 s \| \| 3e \| René Haselbacher \| Autriche \| Gerolsteiner \| + 0 s \| \| 4e \| Allan Johansen \| Danemark \| CSC \| + 0 s \| \| 5e \| Gustav Larsson \| Suède \| Fassa Bortolo \| + 0 s \| \| 6e \| Yannick Talabardon \| France \| Crédit Agricole \| + 0 s \| \| 7e \| Maarten den Bakker \| Pays-Bas \| Rabobank \| + 0 s \| \| 8e \| Aurélien Clerc \| Suisse \| Phonak Hearing Systems \| + 38 s \| \| 9e \| Angelo Furlan \| Italie \| Domina Vacanze-De Nardi \| + 38 s \| \| 10e \| Markus Zberg \| Suisse \| Gerolsteiner \| + 38 s \| |                    |          |                         |                 |
| |                    |          |                         |                 |
| |                    |          |                         |                 |
| Classement de l'étape |                    |          |                         |                 |
| Coureur | Coureur            | Pays     | Équipe                  | Temps           |
| 1er | Michael Albasini   | Suisse   | Liquigas-Bianchi        | 3 h 48 min 01 s |
| 2e | Grégory Rast       | Suisse   | Phonak Hearing Systems  | + 0 s           |
| 3e | René Haselbacher   | Autriche | Gerolsteiner            | + 0 s           |
| 4e | Allan Johansen     | Danemark | CSC                     | + 0 s           |
| 5e | Gustav Larsson     | Suède    | Fassa Bortolo           | + 0 s           |
| 6e | Yannick Talabardon | France   | Crédit Agricole         | + 0 s           |
| 7e | Maarten den Bakker | Pays-Bas | Rabobank                | + 0 s           |
| 8e | Aurélien Clerc     | Suisse   | Phonak Hearing Systems  | + 38 s          |
| 9e | Angelo Furlan      | Italie   | Domina Vacanze-De Nardi | + 38 s          |
| 10e | Markus Zberg       | Suisse   | Gerolsteiner            | + 38 s          |

| \| Classement général \| Classement général \| Classement général \| Classement général \| Classement général \| \| Coureur \| Coureur \| Pays \| Équipe \| Temps \| \| ------------------ \| ------------------ \| ------------------ \| --------------------- \| ------------------ \| \| 1er \| Jan Ullrich \| Allemagne \| T-Mobile \| DQ \| \| 2e \| Bradley McGee \| Australie \| La Française des jeux \| + 2 s \| \| 3e \| Michael Rogers \| Australie \| Quick Step-Innergetic \| + 18 s \| \| 4e \| Dario Frigo \| Italie \| Fassa Bortolo \| + 1 min 12 s \| \| 5e \| Beat Zberg \| Suisse \| Gerolsteiner \| + 1 min 14 s \| \| 6e \| Fabian Jeker \| Suisse \| Saunier Duval-Prodir \| + 1 min 25 s \| \| 7e \| Georg Totschnig \| Autriche \| Gerolsteiner \| + 1 min 31 s \| \| 8e \| Fränk Schleck \| Luxembourg \| CSC \| + 1 min 41 s \| \| 9e \| Patrik Sinkewitz \| Allemagne \| Quick Step-Innergetic \| + 1 min 47 s \| \| 10e \| Aitor González \| Espagne \| Euskaltel-Euskadi \| + 1 min 52 s \| |                  |            |                       |              |
| |                  |            |                       |              |
| |                  |            |                       |              |
| Classement général |                  |            |                       |              |
| Coureur | Coureur          | Pays       | Équipe                | Temps        |
| 1er | Jan Ullrich      | Allemagne  | T-Mobile              | DQ           |
| 2e | Bradley McGee    | Australie  | La Française des jeux | + 2 s        |
| 3e | Michael Rogers   | Australie  | Quick Step-Innergetic | + 18 s       |
| 4e | Dario Frigo      | Italie     | Fassa Bortolo         | + 1 min 12 s |
| 5e | Beat Zberg       | Suisse     | Gerolsteiner          | + 1 min 14 s |
| 6e | Fabian Jeker     | Suisse     | Saunier Duval-Prodir  | + 1 min 25 s |
| 7e | Georg Totschnig  | Autriche   | Gerolsteiner          | + 1 min 31 s |
| 8e | Fränk Schleck    | Luxembourg | CSC                   | + 1 min 41 s |
| 9e | Patrik Sinkewitz | Allemagne  | Quick Step-Innergetic | + 1 min 47 s |
| 10e | Aitor González   | Espagne    | Euskaltel-Euskadi     | + 1 min 52 s |

### 6eétape
- 16 juin: Bürglen > Arosa – 158,7 km

| \| Classement de l'étape \| Classement de l'étape \| Classement de l'étape \| Classement de l'étape \| Classement de l'étape \| \| Coureur \| Coureur \| Pays \| Équipe \| Temps \| \| --------------------- \| --------------------- \| --------------------- \| ---------------------- \| --------------------- \| \| 1er \| Christopher Horner \| États-Unis \| Saunier Duval-Prodir \| 4 h 24 min 43 s \| \| 2e \| Vincenzo Nibali \| Italie \| Fassa Bortolo \| + 1 min 12 s \| \| 3e \| Michael Rogers \| Australie \| Quick Step-Innergetic \| + 1 min 14 s \| \| 4e \| Fränk Schleck \| Luxembourg \| CSC \| + 1 min 14 s \| \| 5e \| Koldo Gil \| Espagne \| Liberty Seguros-Würth \| + 1 min 14 s \| \| 6e \| Tadej Valjavec \| Slovénie \| Phonak Hearing Systems \| + 1 min 14 s \| \| 7e \| Leonardo Piepoli \| Italie \| Saunier Duval-Prodir \| + 1 min 14 s \| \| 8e \| Aitor González \| Espagne \| Euskaltel-Euskadi \| + 1 min 14 s \| \| 9e \| Fabian Jeker \| Suisse \| Saunier Duval-Prodir \| + 1 min 14 s \| \| 10e \| Jan Ullrich \| Allemagne \| T-Mobile \| DQ \| |                    |            |                        |                 |
| |                    |            |                        |                 |
| |                    |            |                        |                 |
| Classement de l'étape |                    |            |                        |                 |
| Coureur | Coureur            | Pays       | Équipe                 | Temps           |
| 1er | Christopher Horner | États-Unis | Saunier Duval-Prodir   | 4 h 24 min 43 s |
| 2e | Vincenzo Nibali    | Italie     | Fassa Bortolo          | + 1 min 12 s    |
| 3e | Michael Rogers     | Australie  | Quick Step-Innergetic  | + 1 min 14 s    |
| 4e | Fränk Schleck      | Luxembourg | CSC                    | + 1 min 14 s    |
| 5e | Koldo Gil          | Espagne    | Liberty Seguros-Würth  | + 1 min 14 s    |
| 6e | Tadej Valjavec     | Slovénie   | Phonak Hearing Systems | + 1 min 14 s    |
| 7e | Leonardo Piepoli   | Italie     | Saunier Duval-Prodir   | + 1 min 14 s    |
| 8e | Aitor González     | Espagne    | Euskaltel-Euskadi      | + 1 min 14 s    |
| 9e | Fabian Jeker       | Suisse     | Saunier Duval-Prodir   | + 1 min 14 s    |
| 10e | Jan Ullrich        | Allemagne  | T-Mobile               | DQ              |

| \| Classement général \| Classement général \| Classement général \| Classement général \| Classement général \| \| Coureur \| Coureur \| Pays \| Équipe \| Temps \| \| ------------------ \| ------------------ \| ------------------ \| ---------------------- \| ------------------ \| \| 1er \| Michael Rogers \| Australie \| Quick Step-Innergetic \| 21 h 28 min 40 s \| \| 2e \| Jan Ullrich \| Allemagne \| T-Mobile \| DQ \| \| 3e \| Bradley McGee \| Australie \| La Française des jeux \| + 22 s \| \| 4e \| Fabian Jeker \| Suisse \| Saunier Duval-Prodir \| + 1 min 11 s \| \| 5e \| Fränk Schleck \| Luxembourg \| CSC \| + 1 min 27 s \| \| 6e \| Christopher Horner \| États-Unis \| Saunier Duval-Prodir \| + 1 min 31 s \| \| 7e \| Aitor González \| Espagne \| Euskaltel-Euskadi \| + 1 min 38 s \| \| 8e \| Tadej Valjavec \| Slovénie \| Phonak Hearing Systems \| + 1 min 39 s \| \| 9e \| Koldo Gil \| Espagne \| Liberty Seguros-Würth \| + 1 min 42 s \| \| 10e \| Beat Zberg \| Suisse \| Gerolsteiner \| + 1 min 57 s \| |                    |            |                        |                  |
| |                    |            |                        |                  |
| |                    |            |                        |                  |
| Classement général |                    |            |                        |                  |
| Coureur | Coureur            | Pays       | Équipe                 | Temps            |
| 1er | Michael Rogers     | Australie  | Quick Step-Innergetic  | 21 h 28 min 40 s |
| 2e | Jan Ullrich        | Allemagne  | T-Mobile               | DQ               |
| 3e | Bradley McGee      | Australie  | La Française des jeux  | + 22 s           |
| 4e | Fabian Jeker       | Suisse     | Saunier Duval-Prodir   | + 1 min 11 s     |
| 5e | Fränk Schleck      | Luxembourg | CSC                    | + 1 min 27 s     |
| 6e | Christopher Horner | États-Unis | Saunier Duval-Prodir   | + 1 min 31 s     |
| 7e | Aitor González     | Espagne    | Euskaltel-Euskadi      | + 1 min 38 s     |
| 8e | Tadej Valjavec     | Slovénie   | Phonak Hearing Systems | + 1 min 39 s     |
| 9e | Koldo Gil          | Espagne    | Liberty Seguros-Würth  | + 1 min 42 s     |
| 10e | Beat Zberg         | Suisse     | Gerolsteiner           | + 1 min 57 s     |

### 7eétape
- 17 juin: Einsiedeln > Lenk im Simmental – 192,8 km

| \| Classement de l'étape \| Classement de l'étape \| Classement de l'étape \| Classement de l'étape \| Classement de l'étape \| \| Coureur \| Coureur \| Pays \| Équipe \| Temps \| \| --------------------- \| --------------------- \| --------------------- \| ---------------------- \| --------------------- \| \| 1er \| Linus Gerdemann \| Allemagne \| CSC \| 4 h 25 min 00 s \| \| 2e \| Lorenzo Bernucci \| Italie \| Fassa Bortolo \| + 4 s \| \| 3e \| David Etxebarria \| Espagne \| Liberty Seguros-Würth \| + 14 s \| \| 4e \| Karsten Kroon \| Pays-Bas \| Rabobank \| + 15 s \| \| 5e \| Fred Rodriguez \| États-Unis \| Davitamon-Lotto \| + 15 s \| \| 6e \| Martin Elmiger \| Suisse \| Phonak Hearing Systems \| + 15 s \| \| 7e \| Daniele Colli \| Italie \| Liquigas-Bianchi \| + 23 s \| \| 8e \| René Haselbacher \| Autriche \| Gerolsteiner \| + 23 s \| \| 9e \| Baden Cooke \| Australie \| La Française des jeux \| + 23 s \| \| 10e \| Robbie McEwen \| Australie \| Davitamon-Lotto \| + 23 s \| |                  |            |                        |                 |
| |                  |            |                        |                 |
| |                  |            |                        |                 |
| Classement de l'étape |                  |            |                        |                 |
| Coureur | Coureur          | Pays       | Équipe                 | Temps           |
| 1er | Linus Gerdemann  | Allemagne  | CSC                    | 4 h 25 min 00 s |
| 2e | Lorenzo Bernucci | Italie     | Fassa Bortolo          | + 4 s           |
| 3e | David Etxebarria | Espagne    | Liberty Seguros-Würth  | + 14 s          |
| 4e | Karsten Kroon    | Pays-Bas   | Rabobank               | + 15 s          |
| 5e | Fred Rodriguez   | États-Unis | Davitamon-Lotto        | + 15 s          |
| 6e | Martin Elmiger   | Suisse     | Phonak Hearing Systems | + 15 s          |
| 7e | Daniele Colli    | Italie     | Liquigas-Bianchi       | + 23 s          |
| 8e | René Haselbacher | Autriche   | Gerolsteiner           | + 23 s          |
| 9e | Baden Cooke      | Australie  | La Française des jeux  | + 23 s          |
| 10e | Robbie McEwen    | Australie  | Davitamon-Lotto        | + 23 s          |

| \| Classement général \| Classement général \| Classement général \| Classement général \| Classement général \| \| Coureur \| Coureur \| Pays \| Équipe \| Temps \| \| ------------------ \| ------------------ \| ------------------ \| ---------------------- \| ------------------ \| \| 1er \| Michael Rogers \| Australie \| Quick Step-Innergetic \| 25 h 54 min 03 s \| \| 2e \| Jan Ullrich \| Allemagne \| T-Mobile \| DQ \| \| 3e \| Bradley McGee \| Australie \| La Française des jeux \| + 22 s \| \| 4e \| Fabian Jeker \| Suisse \| Saunier Duval-Prodir \| + 1 min 11 s \| \| 5e \| Fränk Schleck \| Luxembourg \| CSC \| + 1 min 27 s \| \| 6e \| Christopher Horner \| États-Unis \| Saunier Duval-Prodir \| + 1 min 31 s \| \| 7e \| Aitor González \| Espagne \| Euskaltel-Euskadi \| + 1 min 38 s \| \| 8e \| Tadej Valjavec \| Slovénie \| Phonak Hearing Systems \| + 1 min 39 s \| \| 9e \| Koldo Gil \| Espagne \| Liberty Seguros-Würth \| + 1 min 42 s \| \| 10e \| Beat Zberg \| Suisse \| Gerolsteiner \| + 1 min 57 s \| |                    |            |                        |                  |
| |                    |            |                        |                  |
| |                    |            |                        |                  |
| Classement général |                    |            |                        |                  |
| Coureur | Coureur            | Pays       | Équipe                 | Temps            |
| 1er | Michael Rogers     | Australie  | Quick Step-Innergetic  | 25 h 54 min 03 s |
| 2e | Jan Ullrich        | Allemagne  | T-Mobile               | DQ               |
| 3e | Bradley McGee      | Australie  | La Française des jeux  | + 22 s           |
| 4e | Fabian Jeker       | Suisse     | Saunier Duval-Prodir   | + 1 min 11 s     |
| 5e | Fränk Schleck      | Luxembourg | CSC                    | + 1 min 27 s     |
| 6e | Christopher Horner | États-Unis | Saunier Duval-Prodir   | + 1 min 31 s     |
| 7e | Aitor González     | Espagne    | Euskaltel-Euskadi      | + 1 min 38 s     |
| 8e | Tadej Valjavec     | Slovénie   | Phonak Hearing Systems | + 1 min 39 s     |
| 9e | Koldo Gil          | Espagne    | Liberty Seguros-Würth  | + 1 min 42 s     |
| 10e | Beat Zberg         | Suisse     | Gerolsteiner           | + 1 min 57 s     |

### 8eétape
- 18 juin: Lenk im Simmental > Verbier – 162,2 km

| \| Classement de l'étape \| Classement de l'étape \| Classement de l'étape \| Classement de l'étape \| Classement de l'étape \| \| Coureur \| Coureur \| Pays \| Équipe \| Temps \| \| --------------------- \| --------------------- \| --------------------- \| ------------------------------- \| --------------------- \| \| 1er \| Pablo Lastras \| Espagne \| Illes Balears-Caisse d'Épargne \| 4 h 06 min 09 s \| \| 2e \| Carlos Barredo \| Espagne \| Liberty Seguros-Würth \| + 16 s \| \| 3e \| Fabian Wegmann \| Allemagne \| Gerolsteiner \| + 16 s \| \| 4e \| Aitor González \| Espagne \| Euskaltel-Euskadi \| + 19 s \| \| 5e \| Walter Bénéteau \| France \| Bouygues Telecom \| + 56 s \| \| 6e \| Daniele Righi \| Italie \| Lampre-Caffita \| + 1 min 00 s \| \| 7e \| Koldo Gil \| Espagne \| Liberty Seguros-Würth \| + 1 min 17 s \| \| 8e \| Fränk Schleck \| Luxembourg \| CSC \| + 1 min 21 s \| \| 9e \| Daniel Atienza \| Espagne \| Cofidis-Le Crédit par Téléphone \| + 1 min 21 s \| \| 10e \| Michael Rogers \| Australie \| Quick Step-Innergetic \| + 1 min 21 s \| |                 |            |                                 |                 |
| |                 |            |                                 |                 |
| |                 |            |                                 |                 |
| Classement de l'étape |                 |            |                                 |                 |
| Coureur | Coureur         | Pays       | Équipe                          | Temps           |
| 1er | Pablo Lastras   | Espagne    | Illes Balears-Caisse d'Épargne  | 4 h 06 min 09 s |
| 2e | Carlos Barredo  | Espagne    | Liberty Seguros-Würth           | + 16 s          |
| 3e | Fabian Wegmann  | Allemagne  | Gerolsteiner                    | + 16 s          |
| 4e | Aitor González  | Espagne    | Euskaltel-Euskadi               | + 19 s          |
| 5e | Walter Bénéteau | France     | Bouygues Telecom                | + 56 s          |
| 6e | Daniele Righi   | Italie     | Lampre-Caffita                  | + 1 min 00 s    |
| 7e | Koldo Gil       | Espagne    | Liberty Seguros-Würth           | + 1 min 17 s    |
| 8e | Fränk Schleck   | Luxembourg | CSC                             | + 1 min 21 s    |
| 9e | Daniel Atienza  | Espagne    | Cofidis-Le Crédit par Téléphone | + 1 min 21 s    |
| 10e | Michael Rogers  | Australie  | Quick Step-Innergetic           | + 1 min 21 s    |

| \| Classement général \| Classement général \| Classement général \| Classement général \| Classement général \| \| Coureur \| Coureur \| Pays \| Équipe \| Temps \| \| ------------------ \| ------------------ \| ------------------ \| ---------------------- \| ------------------ \| \| 1er \| Michael Rogers \| Australie \| Quick Step-Innergetic \| 30 h 04 min 33 s \| \| 2e \| Jan Ullrich \| Allemagne \| T-Mobile \| DQ \| \| 3e \| Bradley McGee \| Australie \| La Française des jeux \| + 22 s \| \| 4e \| Aitor González \| Espagne \| Euskaltel-Euskadi \| + 36 s \| \| 5e \| Fränk Schleck \| Luxembourg \| CSC \| + 1 min 27 s \| \| 6e \| Koldo Gil \| Espagne \| Liberty Seguros-Würth \| + 1 min 38 s \| \| 7e \| Christopher Horner \| États-Unis \| Saunier Duval-Prodir \| + 1 min 40 s \| \| 8e \| Beat Zberg \| Suisse \| Gerolsteiner \| + 2 min 32 s \| \| 9e \| Georg Totschnig \| Autriche \| Gerolsteiner \| + 2 min 41 s \| \| 10e \| Tadej Valjavec \| Slovénie \| Phonak Hearing Systems \| + 3 min 12 s \| |                    |            |                        |                  |
| |                    |            |                        |                  |
| |                    |            |                        |                  |
| Classement général |                    |            |                        |                  |
| Coureur | Coureur            | Pays       | Équipe                 | Temps            |
| 1er | Michael Rogers     | Australie  | Quick Step-Innergetic  | 30 h 04 min 33 s |
| 2e | Jan Ullrich        | Allemagne  | T-Mobile               | DQ               |
| 3e | Bradley McGee      | Australie  | La Française des jeux  | + 22 s           |
| 4e | Aitor González     | Espagne    | Euskaltel-Euskadi      | + 36 s           |
| 5e | Fränk Schleck      | Luxembourg | CSC                    | + 1 min 27 s     |
| 6e | Koldo Gil          | Espagne    | Liberty Seguros-Würth  | + 1 min 38 s     |
| 7e | Christopher Horner | États-Unis | Saunier Duval-Prodir   | + 1 min 40 s     |
| 8e | Beat Zberg         | Suisse     | Gerolsteiner           | + 2 min 32 s     |
| 9e | Georg Totschnig    | Autriche   | Gerolsteiner           | + 2 min 41 s     |
| 10e | Tadej Valjavec     | Slovénie   | Phonak Hearing Systems | + 3 min 12 s     |

### 9eétape
- 19 juin: Ulrichen > Ulrichen - 100,4 km

| \| Classement de l'étape \| Classement de l'étape \| Classement de l'étape \| Classement de l'étape \| Classement de l'étape \| \| Coureur \| Coureur \| Pays \| Équipe \| Temps \| \| --------------------- \| --------------------- \| --------------------- \| ------------------------------- \| --------------------- \| \| 1er \| Aitor González \| Espagne \| Euskaltel-Euskadi \| 3 h 03 min 52 s \| \| 2e \| Fränk Schleck \| Luxembourg \| CSC \| + 46 s \| \| 3e \| Daniel Atienza \| Espagne \| Cofidis-Le Crédit par Téléphone \| + 48 s \| \| 4e \| Michael Rogers \| Australie \| Quick Step-Innergetic \| + 48 s \| \| 5e \| Christopher Horner \| États-Unis \| Saunier Duval-Prodir \| + 48 s \| \| 6e \| Leonardo Piepoli \| Italie \| Saunier Duval-Prodir \| + 48 s \| \| 7e \| Beat Zberg \| Suisse \| Gerolsteiner \| + 1 min 42 s \| \| 8e \| Alexandre Moos \| Suisse \| Phonak Hearing Systems \| + 1 min 42 s \| \| 9e \| Tadej Valjavec \| Slovénie \| Phonak Hearing Systems \| + 1 min 42 s \| \| 10e \| Koldo Gil \| Espagne \| Liberty Seguros-Würth \| + 1 min 42 s \| |                    |            |                                 |                 |
| |                    |            |                                 |                 |
| |                    |            |                                 |                 |
| Classement de l'étape |                    |            |                                 |                 |
| Coureur | Coureur            | Pays       | Équipe                          | Temps           |
| 1er | Aitor González     | Espagne    | Euskaltel-Euskadi               | 3 h 03 min 52 s |
| 2e | Fränk Schleck      | Luxembourg | CSC                             | + 46 s          |
| 3e | Daniel Atienza     | Espagne    | Cofidis-Le Crédit par Téléphone | + 48 s          |
| 4e | Michael Rogers     | Australie  | Quick Step-Innergetic           | + 48 s          |
| 5e | Christopher Horner | États-Unis | Saunier Duval-Prodir            | + 48 s          |
| 6e | Leonardo Piepoli   | Italie     | Saunier Duval-Prodir            | + 48 s          |
| 7e | Beat Zberg         | Suisse     | Gerolsteiner                    | + 1 min 42 s    |
| 8e | Alexandre Moos     | Suisse     | Phonak Hearing Systems          | + 1 min 42 s    |
| 9e | Tadej Valjavec     | Slovénie   | Phonak Hearing Systems          | + 1 min 42 s    |
| 10e | Koldo Gil          | Espagne    | Liberty Seguros-Würth           | + 1 min 42 s    |

## Classements finals

### Classement général
| \| Classement général \| Classement général \| Classement général \| Classement général \| Classement général \| \| Coureur \| Coureur \| Pays \| Équipe \| Temps \| \| ------------------ \| ------------------ \| ------------------ \| ---------------------- \| ------------------ \| \| 1er \| Aitor González \| Espagne \| Euskaltel-Euskadi \| 33 h 08 min 51 s \| \| 2e \| Michael Rogers \| Australie \| Quick Step-Innergetic \| + 22 s \| \| 3e \| Jan Ullrich \| Allemagne \| T-Mobile \| DQ \| \| 4e \| Fränk Schleck \| Luxembourg \| CSC \| + 1 min 41 s \| \| 5e \| Christopher Horner \| États-Unis \| Saunier Duval-Prodir \| + 2 min 02 s \| \| 6e \| Koldo Gil \| Espagne \| Liberty Seguros-Würth \| + 2 min 49 s \| \| 7e \| Beat Zberg \| Suisse \| Gerolsteiner \| + 3 min 47 s \| \| 8e \| Bradley McGee \| Australie \| La Française des jeux \| + 4 min 13 s \| \| 9e \| Tadej Valjavec \| Slovénie \| Phonak Hearing Systems \| + 4 min 28 s \| \| 10e \| Leonardo Piepoli \| Italie \| Saunier Duval-Prodir \| + 6 min 01 s \| |                    |            |                        |                  |
| |                    |            |                        |                  |
| |                    |            |                        |                  |
| Classement général |                    |            |                        |                  |
| Coureur | Coureur            | Pays       | Équipe                 | Temps            |
| 1er | Aitor González     | Espagne    | Euskaltel-Euskadi      | 33 h 08 min 51 s |
| 2e | Michael Rogers     | Australie  | Quick Step-Innergetic  | + 22 s           |
| 3e | Jan Ullrich        | Allemagne  | T-Mobile               | DQ               |
| 4e | Fränk Schleck      | Luxembourg | CSC                    | + 1 min 41 s     |
| 5e | Christopher Horner | États-Unis | Saunier Duval-Prodir   | + 2 min 02 s     |
| 6e | Koldo Gil          | Espagne    | Liberty Seguros-Würth  | + 2 min 49 s     |
| 7e | Beat Zberg         | Suisse     | Gerolsteiner           | + 3 min 47 s     |
| 8e | Bradley McGee      | Australie  | La Française des jeux  | + 4 min 13 s     |
| 9e | Tadej Valjavec     | Slovénie   | Phonak Hearing Systems | + 4 min 28 s     |
| 10e | Leonardo Piepoli   | Italie     | Saunier Duval-Prodir   | + 6 min 01 s     |

| Classement par points | Classement par points | Classement par points | Classement par points  | Classement par points |
| Coureur               | Coureur               | Pays                  | Équipe                 | Points                |
| --------------------- | --------------------- | --------------------- | ---------------------- | --------------------- |
| 1er                   | Bradley McGee         | Australie             | La Française des jeux  | 42 pts                |
| 2e                    | René Haselbacher      | Autriche              | Gerolsteiner           | 39 pts                |
| 3e                    | Aurélien Clerc        | Suisse                | Phonak Hearing Systems | 35 pts                |
| 4e                    | Michael Rogers        | Australie             | Quick Step-Innergetic  | 32 pts                |
| 5e                    | Christopher Horner    | États-Unis            | Saunier Duval-Prodir   | 31 pts                |
| 6e                    | Daniele Colli         | Italie                | Liquigas-Bianchi       | 31 pts                |
| 7e                    | Aitor González        | Espagne               | Euskaltel-Euskadi      | 29 pts                |
| 8e                    | Fränk Schleck         | Luxembourg            | CSC                    | 26 pts                |
| 9e                    | Linus Gerdemann       | Allemagne             | CSC                    | 25 pts                |
| 10e                   | Michael Albasini      | Suisse                | Liquigas-Bianchi       | 25 pts                |

| Classement par points | Classement par points | Classement par points | Classement par points  | Classement par points |
| Coureur               | Coureur               | Pays                  | Équipe                 | Points                |
| --------------------- | --------------------- | --------------------- | ---------------------- | --------------------- |
| 1er                   | Bradley McGee         | Australie             | La Française des jeux  | 42 pts                |
| 2e                    | René Haselbacher      | Autriche              | Gerolsteiner           | 39 pts                |
| 3e                    | Aurélien Clerc        | Suisse                | Phonak Hearing Systems | 35 pts                |
| 4e                    | Michael Rogers        | Australie             | Quick Step-Innergetic  | 32 pts                |
| 5e                    | Christopher Horner    | États-Unis            | Saunier Duval-Prodir   | 31 pts                |
| 6e                    | Daniele Colli         | Italie                | Liquigas-Bianchi       | 31 pts                |
| 7e                    | Aitor González        | Espagne               | Euskaltel-Euskadi      | 29 pts                |
| 8e                    | Fränk Schleck         | Luxembourg            | CSC                    | 26 pts                |
| 9e                    | Linus Gerdemann       | Allemagne             | CSC                    | 25 pts                |
| 10e                   | Michael Albasini      | Suisse                | Liquigas-Bianchi       | 25 pts                |

| Classement de la montagne | Classement de la montagne | Classement de la montagne | Classement de la montagne       | Classement de la montagne |
| Coureur                   | Coureur                   | Pays                      | Équipe                          | Points                    |
| ------------------------- | ------------------------- | ------------------------- | ------------------------------- | ------------------------- |
| 1er                       | Roberto Laiseka           | Espagne                   | Euskaltel-Euskadi               | 58 pts                    |
| 2e                        | Christopher Horner        | États-Unis                | Saunier Duval-Prodir            | 27 pts                    |
| 3e                        | Koldo Gil                 | Espagne                   | Liberty Seguros-Würth           | 27 pts                    |
| 4e                        | Daniel Atienza            | Espagne                   | Cofidis-Le Crédit par Téléphone | 27 pts                    |
| 5e                        | Luis Pérez Rodríguez      | Espagne                   | Cofidis-Le Crédit par Téléphone | 26 pts                    |
| 6e                        | Aitor González            | Espagne                   | Euskaltel-Euskadi               | 24 pts                    |
| 7e                        | David Loosli              | Suisse                    | Lampre-Caffita                  | 20 pts                    |
| 8e                        | Grégory Rast              | Suisse                    | Phonak Hearing Systems          | 16 pts                    |
| 9e                        | Pablo Lastras             | Espagne                   | Illes Balears-Caisse d'Épargne  | 14 pts                    |
| 10e                       | Bart Dockx                | Belgique                  | Davitamon-Lotto                 | 10 pts                    |

| Classement de la montagne | Classement de la montagne | Classement de la montagne | Classement de la montagne       | Classement de la montagne |
| Coureur                   | Coureur                   | Pays                      | Équipe                          | Points                    |
| ------------------------- | ------------------------- | ------------------------- | ------------------------------- | ------------------------- |
| 1er                       | Roberto Laiseka           | Espagne                   | Euskaltel-Euskadi               | 58 pts                    |
| 2e                        | Christopher Horner        | États-Unis                | Saunier Duval-Prodir            | 27 pts                    |
| 3e                        | Koldo Gil                 | Espagne                   | Liberty Seguros-Würth           | 27 pts                    |
| 4e                        | Daniel Atienza            | Espagne                   | Cofidis-Le Crédit par Téléphone | 27 pts                    |
| 5e                        | Luis Pérez Rodríguez      | Espagne                   | Cofidis-Le Crédit par Téléphone | 26 pts                    |
| 6e                        | Aitor González            | Espagne                   | Euskaltel-Euskadi               | 24 pts                    |
| 7e                        | David Loosli              | Suisse                    | Lampre-Caffita                  | 20 pts                    |
| 8e                        | Grégory Rast              | Suisse                    | Phonak Hearing Systems          | 16 pts                    |
| 9e                        | Pablo Lastras             | Espagne                   | Illes Balears-Caisse d'Épargne  | 14 pts                    |
| 10e                       | Bart Dockx                | Belgique                  | Davitamon-Lotto                 | 10 pts                    |

| Classement des sprints | Classement des sprints | Classement des sprints | Classement des sprints | Classement des sprints |
| Coureur                | Coureur                | Pays                   | Équipe                 | Points                 |
| ---------------------- | ---------------------- | ---------------------- | ---------------------- | ---------------------- |
| 1er                    | Michael Albasini       | Suisse                 | Liquigas-Bianchi       | 28 pts                 |
| 2e                     | Grégory Rast           | Suisse                 | Phonak Hearing Systems | 11 pts                 |
| 3e                     | Koldo Gil              | Espagne                | Liberty Seguros-Würth  | 9 pts                  |
| 4e                     | Daniel Schnider        | Suisse                 | Phonak Hearing Systems | 9 pts                  |
| 5e                     | Thorwald Veneberg      | Pays-Bas               | Rabobank               | 9 pts                  |
| 6e                     | Aurélien Clerc         | Suisse                 | Phonak Hearing Systems | 9 pts                  |
| 7e                     | Kim Kirchen            | Luxembourg             | Fassa Bortolo          | 6 pts                  |
| 8e                     | Joseba Albizu          | Espagne                | Euskaltel-Euskadi      | 6 pts                  |
| 9e                     | Karsten Kroon          | Pays-Bas               | Rabobank               | 6 pts                  |
| 10e                    | Bart Dockx             | Belgique               | Davitamon-Lotto        | 4 pts                  |

| Classement des sprints | Classement des sprints | Classement des sprints | Classement des sprints | Classement des sprints |
| Coureur                | Coureur                | Pays                   | Équipe                 | Points                 |
| ---------------------- | ---------------------- | ---------------------- | ---------------------- | ---------------------- |
| 1er                    | Michael Albasini       | Suisse                 | Liquigas-Bianchi       | 28 pts                 |
| 2e                     | Grégory Rast           | Suisse                 | Phonak Hearing Systems | 11 pts                 |
| 3e                     | Koldo Gil              | Espagne                | Liberty Seguros-Würth  | 9 pts                  |
| 4e                     | Daniel Schnider        | Suisse                 | Phonak Hearing Systems | 9 pts                  |
| 5e                     | Thorwald Veneberg      | Pays-Bas               | Rabobank               | 9 pts                  |
| 6e                     | Aurélien Clerc         | Suisse                 | Phonak Hearing Systems | 9 pts                  |
| 7e                     | Kim Kirchen            | Luxembourg             | Fassa Bortolo          | 6 pts                  |
| 8e                     | Joseba Albizu          | Espagne                | Euskaltel-Euskadi      | 6 pts                  |
| 9e                     | Karsten Kroon          | Pays-Bas               | Rabobank               | 6 pts                  |
| 10e                    | Bart Dockx             | Belgique               | Davitamon-Lotto        | 4 pts                  |

| Classement par équipes | Classement par équipes         | Classement par équipes | Classement par équipes |
| Équipe                 | Équipe                         | Pays                   | Temps                  |
| ---------------------- | ------------------------------ | ---------------------- | ---------------------- |
| 1re                    | Gerolsteiner                   | Allemagne              | 99 h 44 min 56 s       |
| 2e                     | Phonak Hearing Systems         | Suisse                 | + 2 min 33 s           |
| 3e                     | Saunier Duval-Prodir           | Espagne                | + 3 min 40 s           |
| 4e                     | CSC                            | Danemark               | + 9 min 55 s           |
| 5e                     | Liberty Seguros-Würth          | Espagne                | + 10 min 18 s          |
| 6e                     | Euskaltel-Euskadi              | Espagne                | + 21 min 38 s          |
| 7e                     | T-Mobile                       | Allemagne              | + 23 min 31 s          |
| 8e                     | Lampre-Caffita                 | Italie                 | + 41 min 57 s          |
| 9e                     | Illes Balears-Caisse d'Épargne | Espagne                | + 47 min 03 s          |
| 10e                    | Crédit Agricole                | France                 | + 51 min 12 s          |

| Classement par équipes | Classement par équipes         | Classement par équipes | Classement par équipes |
| Équipe                 | Équipe                         | Pays                   | Temps                  |
| ---------------------- | ------------------------------ | ---------------------- | ---------------------- |
| 1re                    | Gerolsteiner                   | Allemagne              | 99 h 44 min 56 s       |
| 2e                     | Phonak Hearing Systems         | Suisse                 | + 2 min 33 s           |
| 3e                     | Saunier Duval-Prodir           | Espagne                | + 3 min 40 s           |
| 4e                     | CSC                            | Danemark               | + 9 min 55 s           |
| 5e                     | Liberty Seguros-Würth          | Espagne                | + 10 min 18 s          |
| 6e                     | Euskaltel-Euskadi              | Espagne                | + 21 min 38 s          |
| 7e                     | T-Mobile                       | Allemagne              | + 23 min 31 s          |
| 8e                     | Lampre-Caffita                 | Italie                 | + 41 min 57 s          |
| 9e                     | Illes Balears-Caisse d'Épargne | Espagne                | + 47 min 03 s          |
| 10e                    | Crédit Agricole                | France                 | + 51 min 12 s          |

## Évolution des classements
| Étape              | Vainqueur          | Classement général | Classement par points | Grand Prix de la montagne | Classement des sprints | Classement par équipes |
| ------------------ | ------------------ | ------------------ | --------------------- | ------------------------- | ---------------------- | ---------------------- |
| 1                  | Bernhard Eisel     | Bernhard Eisel     | Bernhard Eisel        | Grégory Rast              | Michael Albasini       | La Française des jeux  |
| 2                  | Jan Ullrich        | Jan Ullrich        | Bernhard Eisel        | Grégory Rast              | Michael Albasini       | CSC                    |
| 3                  | Bradley McGee      | Jan Ullrich        | Bradley McGee         | Koldo Gil                 | Michael Albasini       | Fassa Bortolo          |
| 4                  | Robbie McEwen      | Jan Ullrich        | Bradley McGee         | Koldo Gil                 | Michael Albasini       | Fassa Bortolo          |
| 5                  | Michael Albasini   | Jan Ullrich        | Bradley McGee         | Grégory Rast              | Michael Albasini       | Fassa Bortolo          |
| 6                  | Christopher Horner | Michael Rogers     | Bradley McGee         | Roberto Laiseka           | Michael Albasini       | Saunier Duval-Prodir   |
| 7                  | Linus Gerdemann    | Michael Rogers     | Bradley McGee         | Roberto Laiseka           | Michael Albasini       | Saunier Duval-Prodir   |
| 8                  | Pablo Lastras      | Michael Rogers     | Bradley McGee         | Roberto Laiseka           | Michael Albasini       | Gerolsteiner           |
| 9                  | Aitor González     | Aitor González     | Bradley McGee         | Roberto Laiseka           | Michael Albasini       | Gerolsteiner           |
| Classements finals | Classements finals | Aitor González     | Bradley McGee         | Roberto Laiseka           | Michael Albasini       | Gerolsteiner           |

## Liste des participants
| T-Mobile TMO | T-Mobile TMO             | T-Mobile TMO |
| ------------ | ------------------------ | ------------ |
| Num          | Coureur                  | Pos          |
| 1            | Jan Ullrich (GER)        |              |
| 2            | Rolf Aldag (GER)         |              |
| 3            | Giuseppe Guerini (ITA)   |              |
| 4            | Sergueï Ivanov (RUS)     |              |
| 5            | Daniele Nardello (ITA)   |              |
| 6            | Stephan Schreck (GER)    |              |
| 7            | Tobias Steinhauser (GER) |              |
| 8            | Steffen Wesemann (GER)   |              |

| Davitamon-Lotto DVL | Davitamon-Lotto DVL   | Davitamon-Lotto DVL |
| ------------------- | --------------------- | ------------------- |
| Num                 | Coureur               | Pos                 |
| 11                  | Cadel Evans (AUS)     |                     |
| 12                  | Nick Gates (AUS)      |                     |
| 13                  | Nico Mattan (BEL)     |                     |
| 14                  | Robbie McEwen (AUS)   |                     |
| 15                  | Fred Rodriguez (USA)  |                     |
| 16                  | Gert Steegmans (BEL)  |                     |
| 17                  | Bart Dockx (BEL)      |                     |
| 18                  | Wim Vansevenant (BEL) |                     |

| Rabobank RAB | Rabobank RAB             | Rabobank RAB |
| ------------ | ------------------------ | ------------ |
| Num          | Coureur                  | Pos          |
| 21           | Óscar Freire (ESP)       |              |
| 22           | Jan Boven (NED)          |              |
| 23           | Maarten den Bakker (NED) |              |
| 24           | Mathew Hayman (AUS)      |              |
| 25           | Alexandr Kolobnev (RUS)  |              |
| 26           | Karsten Kroon (NED)      |              |
| 27           | Grischa Niermann (GER)   |              |
| 28           | Thorwald Veneberg (NED)  |              |

| Phonak Hearing Systems PHO | Phonak Hearing Systems PHO | Phonak Hearing Systems PHO |
| -------------------------- | -------------------------- | -------------------------- |
| Num                        | Coureur                    | Pos                        |
| 31                         | Niki Aebersold (SUI)       |                            |
| 32                         | Aurélien Clerc (SUI)       |                            |
| 33                         | Martin Elmiger (SUI)       |                            |
| 34                         | Alexandre Moos (SUI)       |                            |
| 35                         | Grégory Rast (SUI)         |                            |
| 36                         | Daniel Schnider (SUI)      |                            |
| 37                         | Sascha Urweider (SUI)      |                            |
| 38                         | Tadej Valjavec (SLO)       |                            |

| CSC | CSC                    | CSC |
| --- | ---------------------- | --- |
| Num | Coureur                | Pos |
| 41  | Bobby Julich (USA)     |     |
| 42  | Michael Blaudzun (DEN) |     |
| 43  | Linus Gerdemann (GER)  |     |
| 44  | Vladimir Gusev (RUS)   |     |
| 45  | Allan Johansen (DEN)   |     |
| 46  | Andrea Peron (ITA)     |     |
| 47  | Fränk Schleck (LUX)    |     |
| 48  | Jens Voigt (GER)       |     |

| Fassa Bortolo FAS | Fassa Bortolo FAS       | Fassa Bortolo FAS |
| ----------------- | ----------------------- | ----------------- |
| Num               | Coureur                 | Pos               |
| 51                | Fabian Cancellara (SUI) |                   |
| 52                | Lorenzo Bernucci (ITA)  |                   |
| 53                | Dario Frigo (ITA)       |                   |
| 54                | Andrej Hauptman (SLO)   |                   |
| 55                | Kim Kirchen (LUX)       |                   |
| 56                | Vincenzo Nibali (ITA)   |                   |
| 57                | Gustav Larsson (SWE)    |                   |
| 58                | Matteo Tosatto (ITA)    |                   |

| Saunier Duval-Prodir SDV | Saunier Duval-Prodir SDV         | Saunier Duval-Prodir SDV |
| ------------------------ | -------------------------------- | ------------------------ |
| Num                      | Coureur                          | Pos                      |
| 61                       | Fabian Jeker (SUI)               |                          |
| 62                       | Rubens Bertogliati (SUI)         |                          |
| 63                       | David de la Fuente (ESP)         |                          |
| 64                       | Juan Carlos Domínguez (ESP)      |                          |
| 65                       | Christopher Horner (USA)         |                          |
| 66                       | José Ángel Gómez Marchante (ESP) |                          |
| 67                       | Leonardo Piepoli (ITA)           |                          |
| 68                       | Marco Pinotti (ITA)              |                          |

| Liberty Seguros-Würth LSW | Liberty Seguros-Würth LSW      | Liberty Seguros-Würth LSW |
| ------------------------- | ------------------------------ | ------------------------- |
| Num                       | Coureur                        | Pos                       |
| 71                        | Joseba Beloki (ESP)            |                           |
| 72                        | Dariusz Baranowski (POL)       |                           |
| 73                        | Carlos Barredo (ESP)           |                           |
| 74                        | Giampaolo Caruso (ITA)         |                           |
| 75                        | David Etxebarria (ESP)         |                           |
| 76                        | Koldo Gil (ESP)                |                           |
| 77                        | Jesús Hernández Blázquez (ESP) |                           |
| 78                        | Javier Ramírez Abeja (ESP)     |                           |

| Crédit Agricole C.A | Crédit Agricole C.A       | Crédit Agricole C.A |
| ------------------- | ------------------------- | ------------------- |
| Num                 | Coureur                   | Pos                 |
| 81                  | László Bodrogi (HUN)      |                     |
| 82                  | Francesco Bellotti (ITA)  |                     |
| 83                  | Cédric Hervé (FRA)        |                     |
| 84                  | Sébastien Hinault (FRA)   |                     |
| 85                  | Christophe Le Mével (FRA) |                     |
| 86                  | Geoffroy Lequatre (FRA)   |                     |
| 87                  | Saul Raisin (USA)         |                     |
| 88                  | Yannick Talabardon (FRA)  |                     |

| Liquigas-Bianchi LIQ | Liquigas-Bianchi LIQ     | Liquigas-Bianchi LIQ |
| -------------------- | ------------------------ | -------------------- |
| Num                  | Coureur                  | Pos                  |
| 91                   | Franco Pellizotti (ITA)  |                      |
| 92                   | Michael Albasini (SUI)   |                      |
| 93                   | Charles Wegelius (GBR)   |                      |
| 94                   | Kjell Carlström (FIN)    |                      |
| 95                   | Daniele Colli (ITA)      |                      |
| 96                   | Marco Zanotti (ITA)      |                      |
| 97                   | Matej Mugerli (SLO)      |                      |
| 98                   | Luciano Pagliarini (BRA) |                      |

| Cofidis-Le Crédit par Téléphone COF | Cofidis-Le Crédit par Téléphone COF | Cofidis-Le Crédit par Téléphone COF |
| ----------------------------------- | ----------------------------------- | ----------------------------------- |
| Num                                 | Coureur                             | Pos                                 |
| 101                                 | Cédric Vasseur (FRA)                |                                     |
| 102                                 | Daniel Atienza (ESP)                |                                     |
| 103                                 | Leonardo Bertagnolli (ITA)          |                                     |
| 104                                 | Arnaud Coyot (FRA)                  |                                     |
| 105                                 | Peter Farazijn (BEL)                |                                     |
| 106                                 | Nicolas Inaudi (FRA)                |                                     |
| 107                                 | Luis Pérez Rodríguez (ESP)          |                                     |
| 108                                 | Staf Scheirlinckx (BEL)             |                                     |

| Discovery Channel DSC | Discovery Channel DSC       | Discovery Channel DSC |
| --------------------- | --------------------------- | --------------------- |
| Num                   | Coureur                     | Pos                   |
| 111                   | Jurgen Van den Broeck (BEL) |                       |
| 112                   | Michael Barry (CAN)         |                       |
| 113                   | Leif Hoste (BEL)            |                       |
| 114                   | Roger Hammond (GBR)         |                       |
| 115                   | Guennadi Mikhailov (RUS)    |                       |
| 116                   | Jason McCartney (USA)       |                       |
| 117                   | Benoît Joachim (LUX)        |                       |
| 118                   | Max van Heeswijk (NED)      |                       |

| Quick Step-Innergetic QSI | Quick Step-Innergetic QSI | Quick Step-Innergetic QSI |
| ------------------------- | ------------------------- | ------------------------- |
| Num                       | Coureur                   | Pos                       |
| 121                       | Tom Boonen (BEL)          |                           |
| 122                       | Patrik Sinkewitz (GER)    |                           |
| 123                       | Paolo Bettini (ITA)       |                           |
| 124                       | Kevin Hulsmans (BEL)      |                           |
| 125                       | Servais Knaven (NED)      |                           |
| 126                       | Cristian Moreni (ITA)     |                           |
| 127                       | Michael Rogers (AUS)      |                           |
| 128                       | Guido Trenti (ITA)        |                           |

| Gerolsteiner GST | Gerolsteiner GST       | Gerolsteiner GST |
| ---------------- | ---------------------- | ---------------- |
| Num              | Coureur                | Pos              |
| 131              | Georg Totschnig (AUT)  |                  |
| 132              | René Haselbacher (AUT) |                  |
| 133              | Sven Montgomery (SUI)  |                  |
| 134              | Ronny Scholz (GER)     |                  |
| 135              | Fabian Wegmann (GER)   |                  |
| 136              | Peter Wrolich (AUT)    |                  |
| 137              | Beat Zberg (SUI)       |                  |
| 138              | Markus Zberg (SUI)     |                  |

| Lampre-Caffita LAM | Lampre-Caffita LAM        | Lampre-Caffita LAM |
| ------------------ | ------------------------- | ------------------ |
| Num                | Coureur                   | Pos                |
| 141                | Salvatore Commesso (ITA)  |                    |
| 142                | Patxi Vila (ESP)          |                    |
| 143                | Gerrit Glomser (AUT)      |                    |
| 144                | David Loosli (SUI)        |                    |
| 145                | Marco Marzano (ITA)       |                    |
| 146                | Andreas Matzbacher (AUT)  |                    |
| 147                | Daniele Righi (ITA)       |                    |
| 148                | Marius Sabaliauskas (LTU) |                    |

| Bouygues Telecom BTL | Bouygues Telecom BTL       | Bouygues Telecom BTL |
| -------------------- | -------------------------- | -------------------- |
| Num                  | Coureur                    | Pos                  |
| 151                  | Laurent Brochard (FRA)     |                      |
| 152                  | Walter Bénéteau (FRA)      |                      |
| 153                  | Christophe Kern (FRA)      |                      |
| 154                  | Frédéric Mainguenaud (FRA) |                      |
| 155                  | Franck Renier (FRA)        |                      |
| 156                  | Matthieu Sprick (FRA)      |                      |
| 157                  | Thomas Voeckler (FRA)      |                      |
| 158                  | Unai Yus (ESP)             |                      |

| La Française des jeux FDJ | La Française des jeux FDJ | La Française des jeux FDJ |
| ------------------------- | ------------------------- | ------------------------- |
| Num                       | Coureur                   | Pos                       |
| 161                       | Bradley McGee (AUS)       |                           |
| 162                       | Ludovic Auger (FRA)       |                           |
| 163                       | Freddy Bichot (FRA)       |                           |
| 164                       | Baden Cooke (AUS)         |                           |
| 165                       | Bernhard Eisel (AUT)      |                           |
| 166                       | Arnaud Gérard (FRA)       |                           |
| 167                       | Frédéric Guesdon (FRA)    |                           |
| 168                       | Jussi Veikkanen (FIN)     |                           |

| Illes Balears-Caisse d'Épargne IBA | Illes Balears-Caisse d'Épargne IBA | Illes Balears-Caisse d'Épargne IBA |
| ---------------------------------- | ---------------------------------- | ---------------------------------- |
| Num                                | Coureur                            | Pos                                |
| 171                                | Alejandro Valverde (ESP)           |                                    |
| 172                                | José Luis Arrieta (ESP)            |                                    |
| 173                                | Antonio Colom (ESP)                |                                    |
| 174                                | Jonathan González Ríos (ESP)       |                                    |
| 175                                | Joan Horrach (ESP)                 |                                    |
| 176                                | Pablo Lastras (ESP)                |                                    |
| 177                                | David Navas (ESP)                  |                                    |
| 178                                | Unai Osa (ESP)                     |                                    |

| Domina Vacanze-De Nardi DOM | Domina Vacanze-De Nardi DOM | Domina Vacanze-De Nardi DOM |
| --------------------------- | --------------------------- | --------------------------- |
| Num                         | Coureur                     | Pos                         |
| 181                         | Mirko Celestino (ITA)       |                             |
| 182                         | Wladimir Belli (ITA)        |                             |
| 183                         | Alessandro Bertolini (ITA)  |                             |
| 184                         | Marco Fertonani (ITA)       |                             |
| 185                         | Angelo Furlan (ITA)         |                             |
| 186                         | Serhiy Honchar (UKR)        |                             |
| 187                         | Jörg Ludewig (GER)          |                             |
| 188                         | Paolo Valoti (ITA)          |                             |

| Euskaltel-Euskadi EUS | Euskaltel-Euskadi EUS    | Euskaltel-Euskadi EUS |
| --------------------- | ------------------------ | --------------------- |
| Num                   | Coureur                  | Pos                   |
| 191                   | Iban Mayo (ESP)          |                       |
| 192                   | Joseba Albizu (ESP)      |                       |
| 193                   | Iker Flores (ESP)        |                       |
| 194                   | Aitor González (ESP)     |                       |
| 195                   | Antton Luengo (ESP)      |                       |
| 196                   | Egoi Martínez (ESP)      |                       |
| 197                   | Roberto Laiseka (ESP)    |                       |
| 198                   | David López García (ESP) |                       |

| T-Mobile TMO | T-Mobile TMO             | T-Mobile TMO |
| ------------ | ------------------------ | ------------ |
| Num          | Coureur                  | Pos          |
| 1            | Jan Ullrich (GER)        |              |
| 2            | Rolf Aldag (GER)         |              |
| 3            | Giuseppe Guerini (ITA)   |              |
| 4            | Sergueï Ivanov (RUS)     |              |
| 5            | Daniele Nardello (ITA)   |              |
| 6            | Stephan Schreck (GER)    |              |
| 7            | Tobias Steinhauser (GER) |              |
| 8            | Steffen Wesemann (GER)   |              |

| Davitamon-Lotto DVL | Davitamon-Lotto DVL   | Davitamon-Lotto DVL |
| ------------------- | --------------------- | ------------------- |
| Num                 | Coureur               | Pos                 |
| 11                  | Cadel Evans (AUS)     |                     |
| 12                  | Nick Gates (AUS)      |                     |
| 13                  | Nico Mattan (BEL)     |                     |
| 14                  | Robbie McEwen (AUS)   |                     |
| 15                  | Fred Rodriguez (USA)  |                     |
| 16                  | Gert Steegmans (BEL)  |                     |
| 17                  | Bart Dockx (BEL)      |                     |
| 18                  | Wim Vansevenant (BEL) |                     |

| Rabobank RAB | Rabobank RAB             | Rabobank RAB |
| ------------ | ------------------------ | ------------ |
| Num          | Coureur                  | Pos          |
| 21           | Óscar Freire (ESP)       |              |
| 22           | Jan Boven (NED)          |              |
| 23           | Maarten den Bakker (NED) |              |
| 24           | Mathew Hayman (AUS)      |              |
| 25           | Alexandr Kolobnev (RUS)  |              |
| 26           | Karsten Kroon (NED)      |              |
| 27           | Grischa Niermann (GER)   |              |
| 28           | Thorwald Veneberg (NED)  |              |

| Phonak Hearing Systems PHO | Phonak Hearing Systems PHO | Phonak Hearing Systems PHO |
| -------------------------- | -------------------------- | -------------------------- |
| Num                        | Coureur                    | Pos                        |
| 31                         | Niki Aebersold (SUI)       |                            |
| 32                         | Aurélien Clerc (SUI)       |                            |
| 33                         | Martin Elmiger (SUI)       |                            |
| 34                         | Alexandre Moos (SUI)       |                            |
| 35                         | Grégory Rast (SUI)         |                            |
| 36                         | Daniel Schnider (SUI)      |                            |
| 37                         | Sascha Urweider (SUI)      |                            |
| 38                         | Tadej Valjavec (SLO)       |                            |

| CSC | CSC                    | CSC |
| --- | ---------------------- | --- |
| Num | Coureur                | Pos |
| 41  | Bobby Julich (USA)     |     |
| 42  | Michael Blaudzun (DEN) |     |
| 43  | Linus Gerdemann (GER)  |     |
| 44  | Vladimir Gusev (RUS)   |     |
| 45  | Allan Johansen (DEN)   |     |
| 46  | Andrea Peron (ITA)     |     |
| 47  | Fränk Schleck (LUX)    |     |
| 48  | Jens Voigt (GER)       |     |

| Fassa Bortolo FAS | Fassa Bortolo FAS       | Fassa Bortolo FAS |
| ----------------- | ----------------------- | ----------------- |
| Num               | Coureur                 | Pos               |
| 51                | Fabian Cancellara (SUI) |                   |
| 52                | Lorenzo Bernucci (ITA)  |                   |
| 53                | Dario Frigo (ITA)       |                   |
| 54                | Andrej Hauptman (SLO)   |                   |
| 55                | Kim Kirchen (LUX)       |                   |
| 56                | Vincenzo Nibali (ITA)   |                   |
| 57                | Gustav Larsson (SWE)    |                   |
| 58                | Matteo Tosatto (ITA)    |                   |

| Saunier Duval-Prodir SDV | Saunier Duval-Prodir SDV         | Saunier Duval-Prodir SDV |
| ------------------------ | -------------------------------- | ------------------------ |
| Num                      | Coureur                          | Pos                      |
| 61                       | Fabian Jeker (SUI)               |                          |
| 62                       | Rubens Bertogliati (SUI)         |                          |
| 63                       | David de la Fuente (ESP)         |                          |
| 64                       | Juan Carlos Domínguez (ESP)      |                          |
| 65                       | Christopher Horner (USA)         |                          |
| 66                       | José Ángel Gómez Marchante (ESP) |                          |
| 67                       | Leonardo Piepoli (ITA)           |                          |
| 68                       | Marco Pinotti (ITA)              |                          |

| Liberty Seguros-Würth LSW | Liberty Seguros-Würth LSW      | Liberty Seguros-Würth LSW |
| ------------------------- | ------------------------------ | ------------------------- |
| Num                       | Coureur                        | Pos                       |
| 71                        | Joseba Beloki (ESP)            |                           |
| 72                        | Dariusz Baranowski (POL)       |                           |
| 73                        | Carlos Barredo (ESP)           |                           |
| 74                        | Giampaolo Caruso (ITA)         |                           |
| 75                        | David Etxebarria (ESP)         |                           |
| 76                        | Koldo Gil (ESP)                |                           |
| 77                        | Jesús Hernández Blázquez (ESP) |                           |
| 78                        | Javier Ramírez Abeja (ESP)     |                           |

| Crédit Agricole C.A | Crédit Agricole C.A       | Crédit Agricole C.A |
| ------------------- | ------------------------- | ------------------- |
| Num                 | Coureur                   | Pos                 |
| 81                  | László Bodrogi (HUN)      |                     |
| 82                  | Francesco Bellotti (ITA)  |                     |
| 83                  | Cédric Hervé (FRA)        |                     |
| 84                  | Sébastien Hinault (FRA)   |                     |
| 85                  | Christophe Le Mével (FRA) |                     |
| 86                  | Geoffroy Lequatre (FRA)   |                     |
| 87                  | Saul Raisin (USA)         |                     |
| 88                  | Yannick Talabardon (FRA)  |                     |

| Liquigas-Bianchi LIQ | Liquigas-Bianchi LIQ     | Liquigas-Bianchi LIQ |
| -------------------- | ------------------------ | -------------------- |
| Num                  | Coureur                  | Pos                  |
| 91                   | Franco Pellizotti (ITA)  |                      |
| 92                   | Michael Albasini (SUI)   |                      |
| 93                   | Charles Wegelius (GBR)   |                      |
| 94                   | Kjell Carlström (FIN)    |                      |
| 95                   | Daniele Colli (ITA)      |                      |
| 96                   | Marco Zanotti (ITA)      |                      |
| 97                   | Matej Mugerli (SLO)      |                      |
| 98                   | Luciano Pagliarini (BRA) |                      |

| Cofidis-Le Crédit par Téléphone COF | Cofidis-Le Crédit par Téléphone COF | Cofidis-Le Crédit par Téléphone COF |
| ----------------------------------- | ----------------------------------- | ----------------------------------- |
| Num                                 | Coureur                             | Pos                                 |
| 101                                 | Cédric Vasseur (FRA)                |                                     |
| 102                                 | Daniel Atienza (ESP)                |                                     |
| 103                                 | Leonardo Bertagnolli (ITA)          |                                     |
| 104                                 | Arnaud Coyot (FRA)                  |                                     |
| 105                                 | Peter Farazijn (BEL)                |                                     |
| 106                                 | Nicolas Inaudi (FRA)                |                                     |
| 107                                 | Luis Pérez Rodríguez (ESP)          |                                     |
| 108                                 | Staf Scheirlinckx (BEL)             |                                     |

| Discovery Channel DSC | Discovery Channel DSC       | Discovery Channel DSC |
| --------------------- | --------------------------- | --------------------- |
| Num                   | Coureur                     | Pos                   |
| 111                   | Jurgen Van den Broeck (BEL) |                       |
| 112                   | Michael Barry (CAN)         |                       |
| 113                   | Leif Hoste (BEL)            |                       |
| 114                   | Roger Hammond (GBR)         |                       |
| 115                   | Guennadi Mikhailov (RUS)    |                       |
| 116                   | Jason McCartney (USA)       |                       |
| 117                   | Benoît Joachim (LUX)        |                       |
| 118                   | Max van Heeswijk (NED)      |                       |

| Quick Step-Innergetic QSI | Quick Step-Innergetic QSI | Quick Step-Innergetic QSI |
| ------------------------- | ------------------------- | ------------------------- |
| Num                       | Coureur                   | Pos                       |
| 121                       | Tom Boonen (BEL)          |                           |
| 122                       | Patrik Sinkewitz (GER)    |                           |
| 123                       | Paolo Bettini (ITA)       |                           |
| 124                       | Kevin Hulsmans (BEL)      |                           |
| 125                       | Servais Knaven (NED)      |                           |
| 126                       | Cristian Moreni (ITA)     |                           |
| 127                       | Michael Rogers (AUS)      |                           |
| 128                       | Guido Trenti (ITA)        |                           |

| Gerolsteiner GST | Gerolsteiner GST       | Gerolsteiner GST |
| ---------------- | ---------------------- | ---------------- |
| Num              | Coureur                | Pos              |
| 131              | Georg Totschnig (AUT)  |                  |
| 132              | René Haselbacher (AUT) |                  |
| 133              | Sven Montgomery (SUI)  |                  |
| 134              | Ronny Scholz (GER)     |                  |
| 135              | Fabian Wegmann (GER)   |                  |
| 136              | Peter Wrolich (AUT)    |                  |
| 137              | Beat Zberg (SUI)       |                  |
| 138              | Markus Zberg (SUI)     |                  |

| Lampre-Caffita LAM | Lampre-Caffita LAM        | Lampre-Caffita LAM |
| ------------------ | ------------------------- | ------------------ |
| Num                | Coureur                   | Pos                |
| 141                | Salvatore Commesso (ITA)  |                    |
| 142                | Patxi Vila (ESP)          |                    |
| 143                | Gerrit Glomser (AUT)      |                    |
| 144                | David Loosli (SUI)        |                    |
| 145                | Marco Marzano (ITA)       |                    |
| 146                | Andreas Matzbacher (AUT)  |                    |
| 147                | Daniele Righi (ITA)       |                    |
| 148                | Marius Sabaliauskas (LTU) |                    |

| Bouygues Telecom BTL | Bouygues Telecom BTL       | Bouygues Telecom BTL |
| -------------------- | -------------------------- | -------------------- |
| Num                  | Coureur                    | Pos                  |
| 151                  | Laurent Brochard (FRA)     |                      |
| 152                  | Walter Bénéteau (FRA)      |                      |
| 153                  | Christophe Kern (FRA)      |                      |
| 154                  | Frédéric Mainguenaud (FRA) |                      |
| 155                  | Franck Renier (FRA)        |                      |
| 156                  | Matthieu Sprick (FRA)      |                      |
| 157                  | Thomas Voeckler (FRA)      |                      |
| 158                  | Unai Yus (ESP)             |                      |

| La Française des jeux FDJ | La Française des jeux FDJ | La Française des jeux FDJ |
| ------------------------- | ------------------------- | ------------------------- |
| Num                       | Coureur                   | Pos                       |
| 161                       | Bradley McGee (AUS)       |                           |
| 162                       | Ludovic Auger (FRA)       |                           |
| 163                       | Freddy Bichot (FRA)       |                           |
| 164                       | Baden Cooke (AUS)         |                           |
| 165                       | Bernhard Eisel (AUT)      |                           |
| 166                       | Arnaud Gérard (FRA)       |                           |
| 167                       | Frédéric Guesdon (FRA)    |                           |
| 168                       | Jussi Veikkanen (FIN)     |                           |

| Illes Balears-Caisse d'Épargne IBA | Illes Balears-Caisse d'Épargne IBA | Illes Balears-Caisse d'Épargne IBA |
| ---------------------------------- | ---------------------------------- | ---------------------------------- |
| Num                                | Coureur                            | Pos                                |
| 171                                | Alejandro Valverde (ESP)           |                                    |
| 172                                | José Luis Arrieta (ESP)            |                                    |
| 173                                | Antonio Colom (ESP)                |                                    |
| 174                                | Jonathan González Ríos (ESP)       |                                    |
| 175                                | Joan Horrach (ESP)                 |                                    |
| 176                                | Pablo Lastras (ESP)                |                                    |
| 177                                | David Navas (ESP)                  |                                    |
| 178                                | Unai Osa (ESP)                     |                                    |

| Domina Vacanze-De Nardi DOM | Domina Vacanze-De Nardi DOM | Domina Vacanze-De Nardi DOM |
| --------------------------- | --------------------------- | --------------------------- |
| Num                         | Coureur                     | Pos                         |
| 181                         | Mirko Celestino (ITA)       |                             |
| 182                         | Wladimir Belli (ITA)        |                             |
| 183                         | Alessandro Bertolini (ITA)  |                             |
| 184                         | Marco Fertonani (ITA)       |                             |
| 185                         | Angelo Furlan (ITA)         |                             |
| 186                         | Serhiy Honchar (UKR)        |                             |
| 187                         | Jörg Ludewig (GER)          |                             |
| 188                         | Paolo Valoti (ITA)          |                             |

| Euskaltel-Euskadi EUS | Euskaltel-Euskadi EUS    | Euskaltel-Euskadi EUS |
| --------------------- | ------------------------ | --------------------- |
| Num                   | Coureur                  | Pos                   |
| 191                   | Iban Mayo (ESP)          |                       |
| 192                   | Joseba Albizu (ESP)      |                       |
| 193                   | Iker Flores (ESP)        |                       |
| 194                   | Aitor González (ESP)     |                       |
| 195                   | Antton Luengo (ESP)      |                       |
| 196                   | Egoi Martínez (ESP)      |                       |
| 197                   | Roberto Laiseka (ESP)    |                       |
| 198                   | David López García (ESP) |                       |